# Kamienica Szlachecka (gmina)
Kamienica Szlachecka – dawna gmina wiejska istniejąca w latach 1934–1954 w woj. pomorskim/gdańskim (dzisiejsze woj. pomorskie). Siedzibą władz gminy była Kamienica Szlachecka.
Gmina zbiorowa Kamienica Szlachecka została utworzona 1 sierpnia 1934 roku w powiecie kartuskim w woj. pomorskim z dotychczasowych jednostkowych gmin wiejskich: Borucino, Borzestowo, Kamienica Szlachecka, Klukowa Huta, Nowawieś, Szklana, Żuromino i Stężyca (część). 
Po wojnie (7 kwietnia 1945 roku) gmina wraz z całym powiatem kartuskim weszła w skład nowo utworzonego woj. gdańskiego. Według stanu z dnia 1 lipca 1952 roku gmina składała się z 7 gromad: Borucino, Borzestowo, Kamienica Szlachecka, Klukowa Huta, Nowawieś, Szklana i Żuromino. Gmina została zniesiona 29 września 1954 roku wraz z reformą wprowadzającą gromady w miejsce gmin. Jednostki nie przywrócono 1 stycznia 1973 roku po reaktywowaniu gmin.